# Paraechinus nudiventris
Paraechinus nudiventris е вид бозайник от семейство Таралежови (Erinaceidae).

## Разпространение
Видът е разпространен в Индия.